# 사당역
사당역(舍堂驛, Sadang station)은 대한민국 서울특별시 동작구 사당동과 관악구 남현동과 서초구 방배동에 걸쳐 있는 서울 지하철 2호선과 수도권 전철 4호선의 전철역이자 환승역이다.

## 역사
- 1983년 12월 17일(토요일) : 서울 지하철 2호선 교대역~서울대입구역 구간 연장 개통과 함께 영업 개시
- 1985년 10월 18일(금요일) : 서울 지하철 4호선 삼선교역~사당역 구간 연장 개통과 함께 종착역으로 환승역이 됨
- 1994년 4월 1일(금요일) : 과천선 남태령역~인덕원역 구간 개통 및 사당역~남태령역 연결과 함께 중간역이 됨. 과천선 개통 후 안산선은 수도권 전철 4호선으로 편입
- 2035년 : 수도권 광역급행철도 D노선 부천종합운동장역~교산역, 원주역 구간 연장 개통과 함께 3개의 노선의 환승역이 될 예정

## 부역명
대항병원이었으나 2024년 8월 30일(금요일) 계약 만료로 인해 삭제됐다.

## 개요
1호선, 4호선, 수인·분당선을 통하여 남양주시, 과천시, 안양시, 군포시, 의왕시, 수원시, 안산시, 시흥시, 인천광역시로 간 관문이므로 이용객이 압도적으로 많기 때문에 역 안이 번잡한 편이다. 한국철도공사에서 광명역~이 역 간 직행좌석버스를 운행하고 있다.

## 역 구조
2호선은 반대 방향으로 횡단이 불가능하며, 4호선 승강장으로 가서 반대 방향으로 횡단하면 갈 수 있다. 출입구는 14개다. 1번~3·11번~14번 출입구는 방배동에 있고, 4번~6번 출입구는 남현동에 있고, 7번~10번 출입구는 사당동에 있다.

### 2호선 승강장
2면 2선의 상대식 승강장을 갖춘 지하역이며, 완전밀폐형 스크린도어가 설치되어 있다.
| 방배(백석예술대학) ↑ |
| \| 외                |
| ↓ 낙성대(강감찬)     |

| 외선순환 | ● 서울 지하철 2호선 | 교대(법원·검찰청)·강남·잠실·성수 방면 |
| 내선순환 | ● 서울 지하철 2호선 | 신림·신도림·영등포구청·홍대입구 방면  |

### 4호선 승강장
1면 2선의 섬식 승강장을 갖춘 지하역이며, 완전밀폐형 스크린도어가 설치되어 있다.
| 총신대입구(이수) ↑ |
| 하 상 \|           |
| ↓ 남태령           |

| 상행 | ● 수도권 전철 4호선 | 한성대입구·불암산·진접 방면                                 |
| 하행 | ● 수도권 전철 4호선 | 금정·산본·안산·오이도 방면 진접 방향 회차 및 열차 당역 종착 |

- 4호선은 이 역 진입 전에 X자형 교차 선로가 존재하며, 진접행 열차가 매우 지연된 상태에서 진접행 열차가 이 역과 거리가 멀고, 이 때 들어오는 열차가 당역 종착 열차일 경우 이 역 상행(진접 방향) 승강장으로 역주행해 정차한 후 회차선을 거치지 않고, 바로 불암산, 진접 방면으로 출발할 때가 가끔 있으며, 이 때가 X자형 선로를 이용하게 되는 것이다. 이러한 현상이 있는 역은 수도권 전철 1호선의 청량리역과 수도권 전철 3호선의 구파발역이 있다. 이 역에 종착 후 대기한 열차는 남태령역 방향으로 간 열차(오이도·안산행) 안에서 중간에 지나간 유치선을 통하여 볼 수 있다.
- 심야에 수도권 전철 4호선 3편성이 주박한다. 수도권 전철 4호선 직류 2대, 직교류 1대가 주박한다.

### 환승
4호선과 2호선 사이의 환승은 방향(내선순환 혹은 외선순환)에 따라 4호선 승강장 반대편에 각각 있는 계단 및 환승 통로를 이용하여야 한다. 4호선 승강장 중간 부분에서 2호선 내선순환 승강장으로 곧바로 연결되는 간이 통로는 혼잡으로 인하여 발생할 수 있는 사고 방지를 위하여 출·퇴근 시간(RH)에는 폐쇄되어서 이용할 수 없다.

## 역 주변
- 홈플러스 서울남현점
- 관악시장
- 남현시장
- 동덕여자고등학교
- 동덕여자중학교
- 방배시장
- 방배종합사회복지관
- 서울방현초등학교
- 사당고용안정센터
- 사당동우체국
- 서울사당초등학교
- 상록보육원
- 서울남사초등학교
- 서울남성초등학교
- 이수중학교
- 서울이수초등학교
- 서울특별시교육연수원
- 서울특별시교통문화교육원
- 서울교통공사 사당별관
- 수경공원
- 한국전력공사 관악동작지사
- 한국전력공사 사당변전소
- 예술의전당 방면
- 서울대공원 방면
- 영풍문고 사당역점

## 이용객 변동
| 노선  | 노선    | 일평균 인원수 (명/일) | 일평균 인원수 (명/일) | 일평균 인원수 (명/일) | 일평균 인원수 (명/일) | 일평균 인원수 (명/일) | 일평균 인원수 (명/일) | 일평균 인원수 (명/일) | 일평균 인원수 (명/일) | 일평균 인원수 (명/일) | 일평균 인원수 (명/일) | 각주  |
| 노선  | 노선    | 2000년                | 2001년                | 2002년                | 2003년                | 2004년                | 2005년                | 2006년                | 2007년                | 2008년                | 2009년                | 각주  |
| ----- | ------- | --------------------- | --------------------- | --------------------- | --------------------- | --------------------- | --------------------- | --------------------- | --------------------- | --------------------- | --------------------- | ----- |
| 2호선 | 승차    | 36,124                | 35,161                | 33,248                | 34,876                | 37,168                | 38,116                | 39,142                | 39,934                | 47,425                | 47,473                | [ 4 ] |
| 2호선 | 하차    | 36,736                | 35,899                | 37,155                | 39,086                | 40,176                | 40,858                | 42,587                | 43,801                | 45,334                | 47,700                | [ 4 ] |
| 2호선 | 승·하차 | 72,860                | 71,060                | 70,403                | 73,962                | 77,344                | 78,974                | 81,729                | 83,735                | 92,758                | 95,173                | [ 4 ] |
| 4호선 | 승차    | 24,785                | 25,218                | 28,534                | 26,899                | 27,290                | 28,461                | 30,369                | 31,153                | 26,145                | 28,985                | [ 4 ] |
| 4호선 | 하차    | 20,125                | 20,246                | 20,384                | 19,584                | 20,242                | 21,246                | 21,819                | 22,471                | 23,325                | 24,909                | [ 4 ] |
| 4호선 | 승·하차 | 44,910                | 45,464                | 48,918                | 46,483                | 47,532                | 49,706                | 52,188                | 53,624                | 49,469                | 53,894                | [ 4 ] |
| 노선  | 노선    | 2010년                | 2011년                | 2012년                | 2013년                | 2014년                | 2015년                | 2016년                | 2017년                | 2018년                |                       |       |
| 2호선 | 승차    | 43,829                | 44,718                | 46,754                | 45,228                | 45,993                | 45,307                | 43,864                | 42,107                | 42,007                |                       |       |
| 2호선 | 하차    | 47,111                | 48,182                | 48,859                | 49,925                | 50,803                | 50,021                | 49,629                | 48,911                | 49,256                |                       |       |
| 2호선 | 승·하차 | 90,940                | 92,900                | 95,614                | 95,153                | 96,796                | 95,328                | 93,493                | 91,018                | 91,263                |                       |       |
| 4호선 | 승차    | 32,973                | 33,425                | 31,464                | 33,947                | 34,395                | 33,635                | 31,920                | 29,797                | 28,528                |                       |       |
| 4호선 | 하차    | 27,046                | 27,464                | 27,400                | 27,594                | 27,701                | 27,208                | 26,052                | 25,553                | 25,641                |                       |       |
| 4호선 | 승·하차 | 60,019                | 60,889                | 58,864                | 61,542                | 62,096                | 60,843                | 57,972                | 55,350                | 54,169                |                       |       |

## 사진

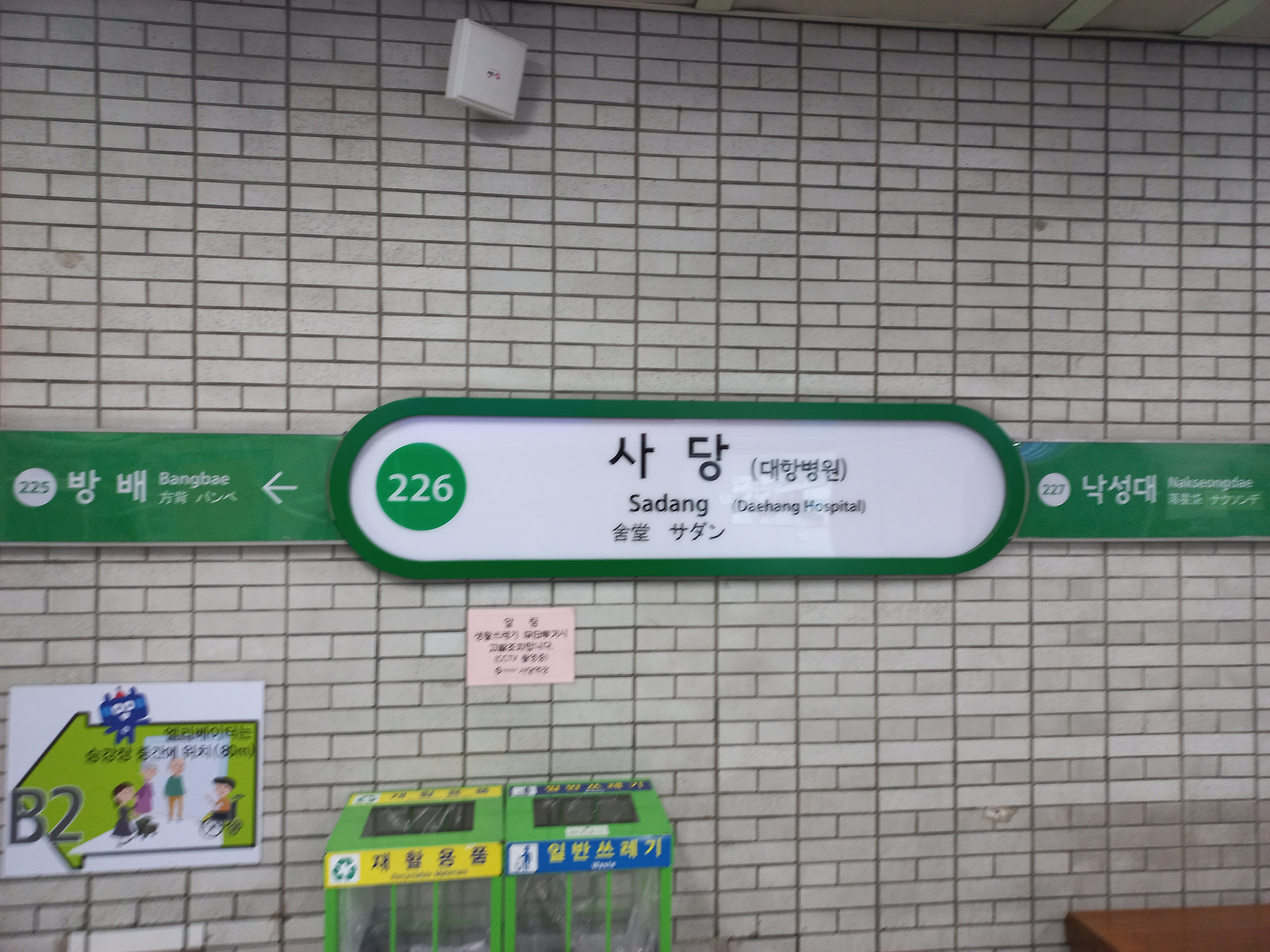
2호선 외선순환 역명판(부역명 삭제 전)
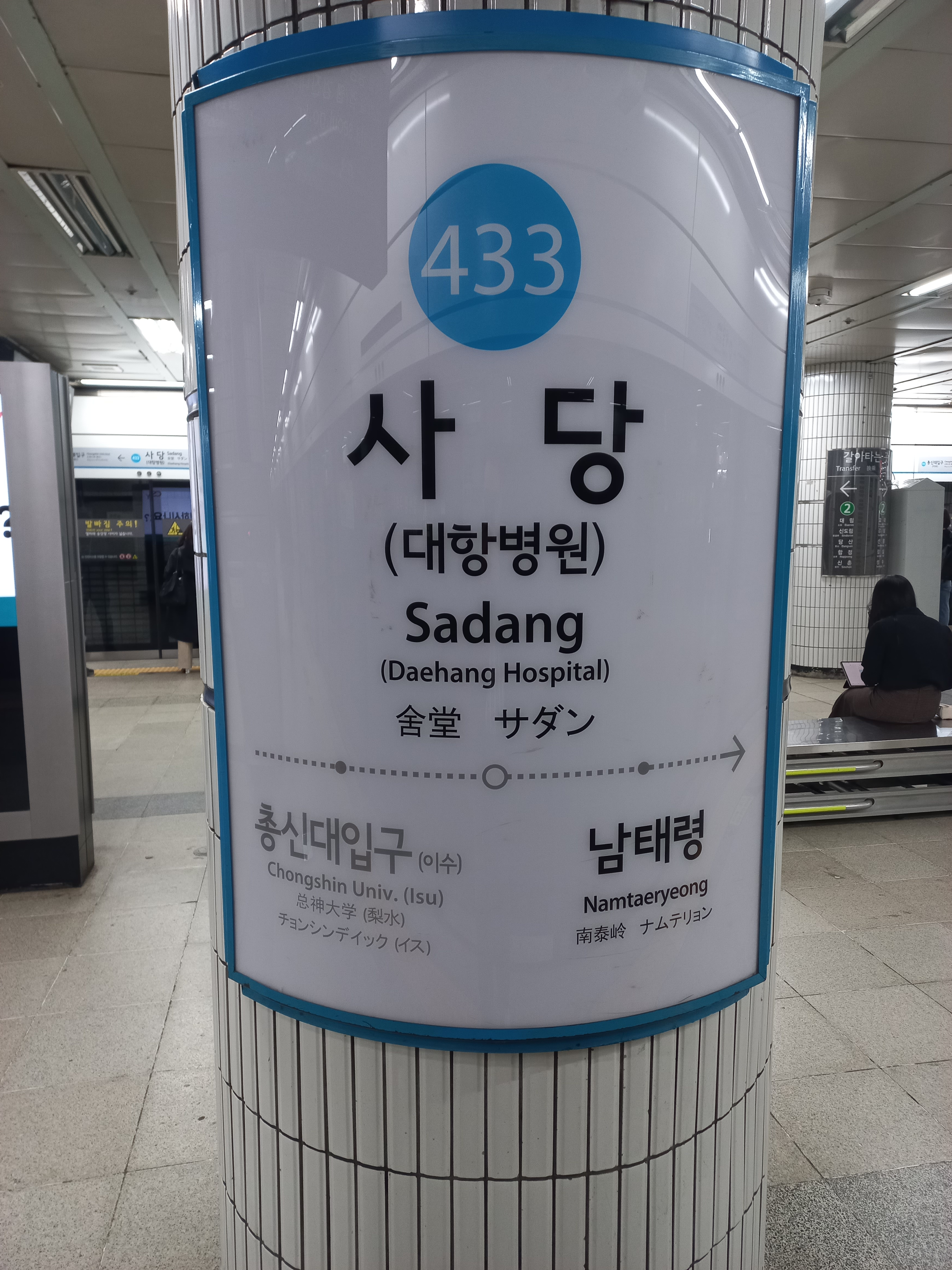
4호선 오이도 방향 역명판(부역명 삭제 전)
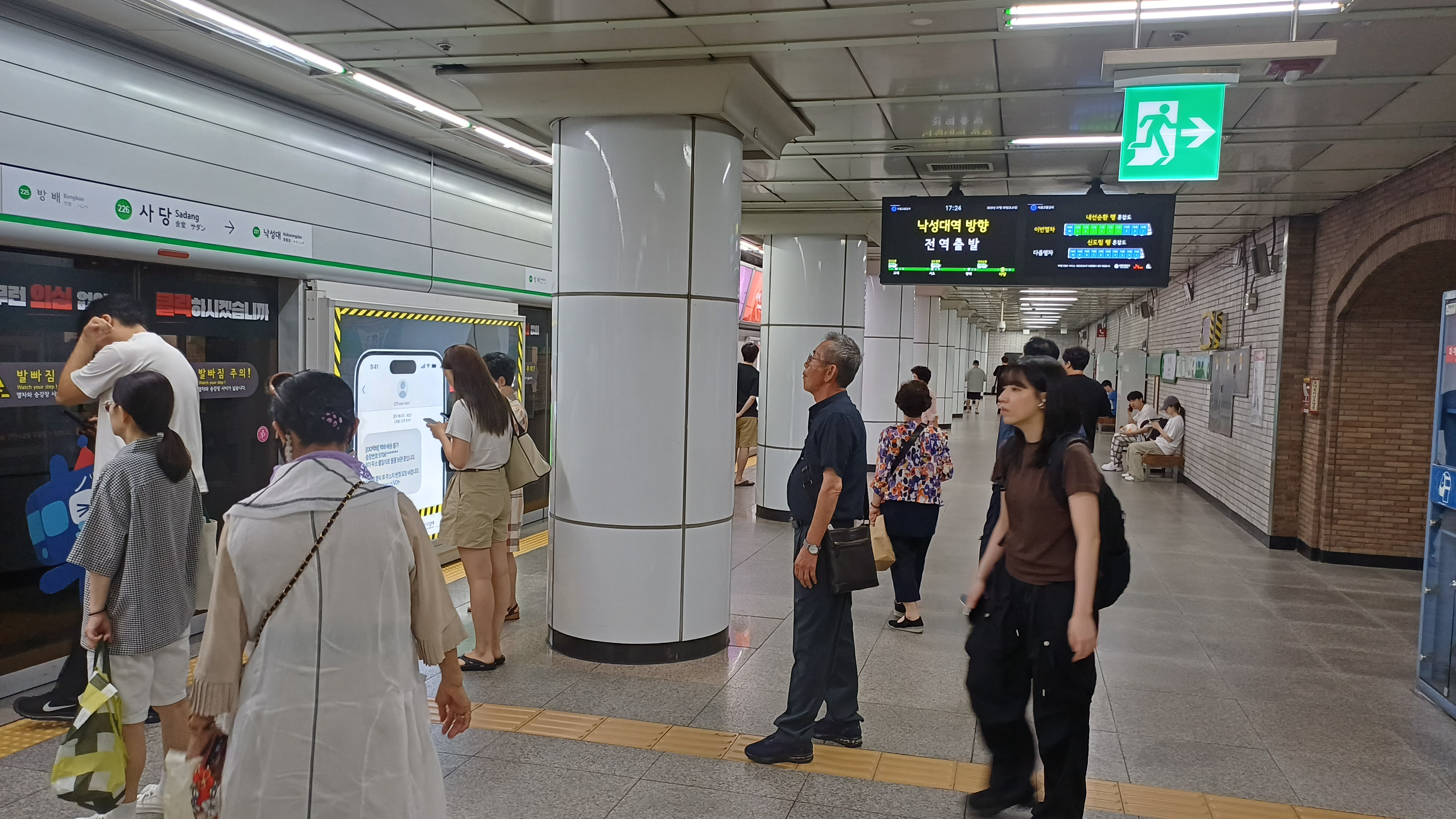
2호선 내선순환 승강장
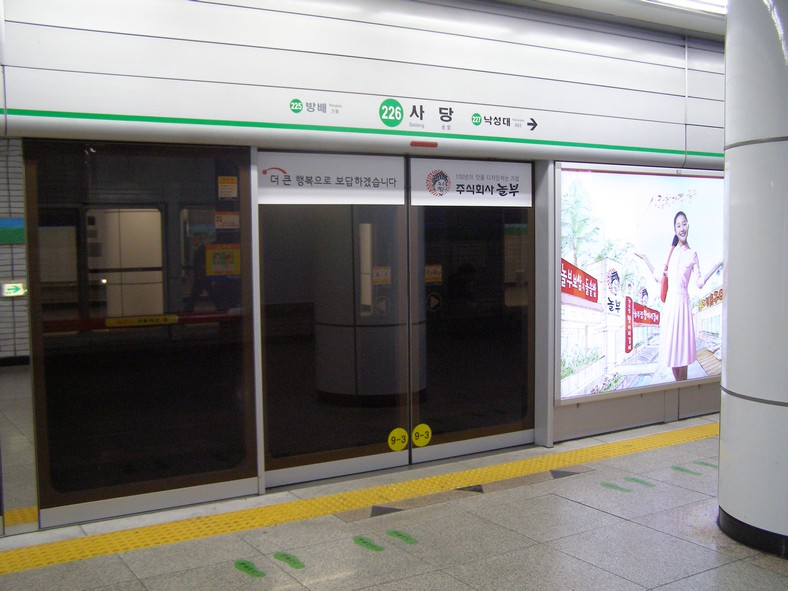
2호선 내선순환 승강장 스크린도어(글씨체 바꾸기 전)
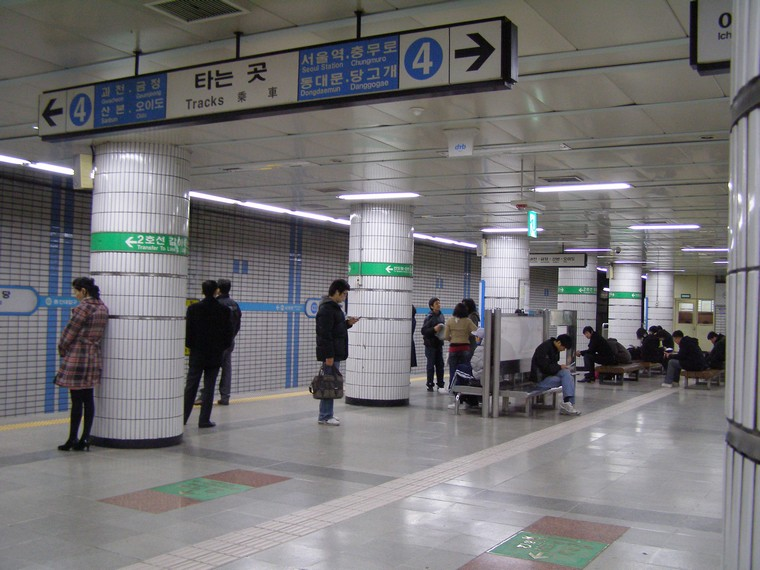
4호선 오이도 방향 승강장(좌), 당고개 방향 승강장(우)(스크린도어 설치·당고개역~진접역 구간(풍양역 제외) 연장 개통·당고개역에서 불암산역으로 역명 변경 전, 서울메트로 시절)
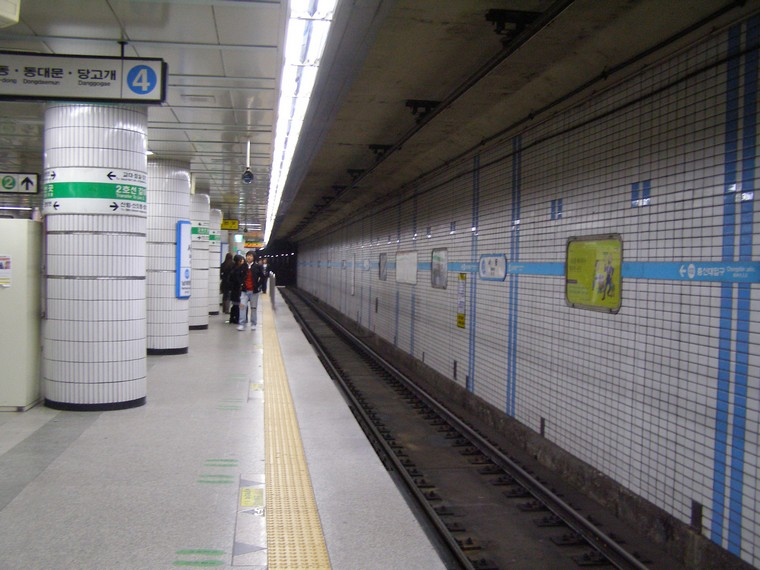
4호선 당고개 방향 승강장(스크린도어 설치·당고개역~진접역 구간(풍양역 제외) 연장 개통·당고개역에서 불암산역으로 역명 변경 전, 서울메트로 시절)
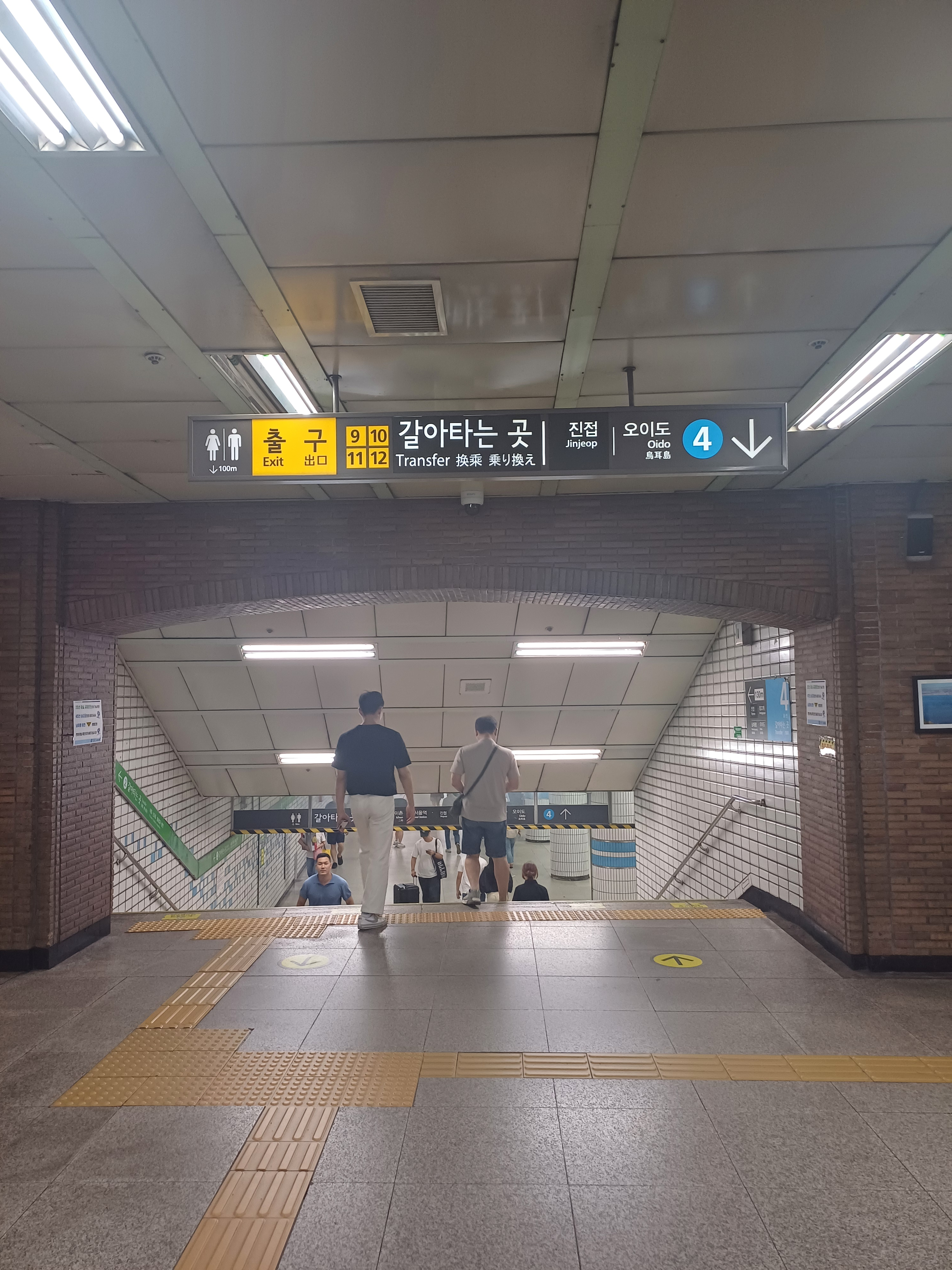
2호선→4호선 환승통로

## 인접한 역
| 서울 지하철 2호선 순환선 | 서울 지하철 2호선 순환선 | 서울 지하철 2호선 순환선 |
| ------------------------ | ------------------------ | ------------------------ |
| 225 방배 외선순환        | ● 서울 지하철 2호선      | 227 낙성대 내선순환      |
| 서울 지하철 4호선        |                          |                          |
| 432 총신대입구 진접 방면 | ● 수도권 전철 4호선      | 434 남태령 오이도 방면   |